# Piotr Samiec-Talar
Piotr Samiec-Talar (Środa Śląska, 2001. november 2. –) lengyel korosztályos válogatott labdarúgó, a Śląsk Wrocław középpályása.

## Pályafutása

### Klubcsapatokban
Samiec-Talar a lengyelországi Środa Śląska városában született. Az ifjúsági pályafutását a helyi Polonia Środa Śląska csapatában kezdte, majd a Śląsk Wrocław akadémiájánál folytatta.
2018-ban mutatkozott be a Śląsk Wrocław első osztályban szereplő felnőtt keretében. Először a 2018. október 26-ai, Miedź Legnica ellen 5–0-ra megnyert mérkőzés 87. percében, Marcin Robak cseréjeként lépett pályára. 2021-ben a másodosztályú Widzew Łódź és GKS Katowice csapatát erősítette kölcsönben. Első gólját 2022. október 23-án, a Jagiellonia Białystok ellen hazai pályán 2–2-es döntetlennel zárult találkozón szerezte meg.

### A válogatottban
Samiec-Talar 2018-ban tagja volt a lengyel U18-as válogatottnak.

## Statisztikák
2022. október 29. szerint
| Klub                      | Szezon   | Osztály     | Bajnokság | Bajnokság | Kupa és Ligakupa | Kupa és Ligakupa | Nemzetközi | Nemzetközi | Összesen | Összesen |
| Klub                      | Szezon   | Osztály     | Meccs     | Gól       | Meccs            | Gól              | Meccs      | Gól        | Meccs    | Gól      |
| ------------------------- | -------- | ----------- | --------- | --------- | ---------------- | ---------------- | ---------- | ---------- | -------- | -------- |
| Śląsk Wrocław             | 2018–19  | Ekstraklasa | 1         | 0         | 1                | 0                | —          | —          | 2        | 0        |
| Śląsk Wrocław             | 2019–20  | Ekstraklasa | 11        | 0         | 0                | 0                | —          | —          | 11       | 0        |
| Śląsk Wrocław             | 2020–21  | Ekstraklasa | 8         | 0         | 0                | 0                | —          | —          | 8        | 0        |
| Śląsk Wrocław             | 2022–23  | Ekstraklasa | 9         | 1         | 0                | 0                | —          | —          | 9        | 1        |
| Śląsk Wrocław             | Összesen | Összesen    | 29        | 1         | 1                | 0                | 0          | 0          | 30       | 1        |
| Widzew Łódź (kölcsönben)  | 2020–21  | I Liga      | 17        | 1         | 0                | 0                | —          | —          | 17       | 1        |
| GKS Katowice (kölcsönben) | 2021–22  | I Liga      | 11        | 0         | 2                | 1                | —          | —          | 13       | 1        |
| Összesen                  | Összesen | Összesen    | 57        | 2         | 3                | 1                | 0          | 0          | 60       | 3        |

## Fordítás
Ez a szócikk részben vagy egészben  a   Piotr Samiec-Talar című angol Wikipédia-szócikk fordításán alapul.  Az eredeti cikk szerkesztőit annak laptörténete sorolja fel. Ez a jelzés csupán a megfogalmazás eredetét és a szerzői jogokat jelzi, nem szolgál a cikkben szereplő információk forrásmegjelöléseként.